# ウクライナ南部攻勢
ウクライナ南部攻勢（ウクライナなんぶこうせい）は、2022年2月24日に始まったロシアのウクライナ侵攻の一環として進行中の軍事攻勢である。

## 背景
2014年ウクライナ騒乱の後、ロシアはウクライナからクリミア半島を併合した。その後ロシア軍は8年間クリミアを実効占領していた。2021年から2022年のロシア・ウクライナ危機の間に10,000人以上増兵したことによりクリミア半島でのロシア軍の影響力は増加した。

## 攻勢

### 2月24日
ロシアのプーチン大統領がウクライナでの軍事作戦を発表した直後、ロシア空軍はヘルソン州のいくつかの都市内の標的に巡航ミサイルと弾道ミサイルを発射し始めた。その後空軍の支援を受けて、ロシア軍は、2014年に併合したクリミア地域を通ってヘルソン州へ進軍した。
ロシア海軍は、黒海を海上封鎖し、ヘルソン州のウクライナ部隊への支援を制限し、また、ウクライナ南部への商取引と流通を制限した。ウクライナは現地時間3時30分までアゾフ海の全ての商業輸送を止めた結果。100隻以上の船が港に停泊していた。
夕方までに、ロシア軍はヘルソン市に到着し、ウクライナ人をヘルソンの戦いに参加させた。ロシア人はアントノフスキー橋を越えてドニエプル川を渡ろうとした。ロシア軍による最初の横断にもかかわらず、ウクライナの機械化部隊は橋を奪還できた。

### 2月25日
2月25日の朝までに、ロシア軍はノーバカホフカ市を取り囲んでいた。ウクライナは北クリミア運河も封鎖されておらず、2014年にロシアがクリミア半島を併合して以来、クリミアに課せられていた断水を停止できた。ロシア軍がヘルソン州南東部を通ってメリトポリに向かって移動したとき、ザポリージャ州でも戦闘が生じた。

### 2月26日
午後3時20分：ウクライナ南東部ザポリージャ州の都市メリトポリをロシア軍が占領したと発表した。

### 2月27日
ロシア国防省はウクライナの南部のヘルソンと南東部のベルジャンシク2都市を完全に包囲したと主張。

### 3月1日
3月1日早朝に、ロシア軍は西からヘルソンを攻撃した。その日の遅くに、ロシア軍はヘルソンに侵入した。
ウクライナは公式にエネルホダルが包囲されたと述べた。市長によればエネルホダルでは、食料を得ることが難しくなっている。

### 3月2日
ロシア国防省はヘルソンの中心部を完全に掌握したと発表。

### 3月3日
3月3日の早朝、コリハイエフは市がロシア軍に陥落したと発表した。ヘルソンの北部とマリウポリ市では激しい抵抗が依然として猛威を振るっていた。マリウポリ当局者は、3月3日までに数百人の民間人が殺害されたと主張している。一方、オルロフはロシアの大船団がエネルホダールに入ったと述べた。
その後、ロシア軍はザポリージャ原子力発電所の支配権を掌握しようとした。ロシアの砲撃により、管理棟と発電所の6つのユニットのうちの1つが火災を起こした。最初の報告は、この間放射線レベルは正常であり続け、火災は重要な機器に損傷を与えなかったと主張した。しかし、消防士は戦闘のために火災にたどり着くことができなかった。
地元の志願兵とウクライナ兵は日中、ヴォズネセンスクからロシア軍を撃退することができ、彼らの大半は東に40マイル (64 km) 後退し、他の者は近くの森に逃げ込み、そのうちの10人は後に捕らえられた。ウクライナ当局者は、ロシア軍が戦闘で約100人の兵士に加えて30台の車両を失ったと述べた。この戦闘で10人の民間人が死亡した。

### 3月4日
3月4日、地元当局者は、ロシア軍がムィコラーイウ郊外の一部を占領したと述べた。ウクライナ軍は、以前にロシア軍に占領されていたムィコラーイウ国際空港を奪還した。
午前中、放射能レベルに変化がないことを確認した後、ロシア軍はエネルホダールとザポリージャ原子力発電所を占領した。
ウクライナは、モルドバの分離領土に駐留していた1,400人のロシア軍兵士がウクライナに侵入するのを防ぐために、沿ドニエストルとの国境にある鉄道橋を爆破した。

### 3月5日
3月5日、オルロフは、ロシア軍がエネルホダールと発電所の周辺を支配し、地元当局が市の運営において支配し続けることを許されたと述べた。
ウクライナ軍は、ロシア軍が夜間に砲撃と空爆を行いながらフリアイポールを攻撃したが、町の防衛に成功したと述べた。